# Чугунная беседка
Чугунная беседка — памятник архитектуры в Екатерининском парке Царского села (город Пушкина). Находится недалеко от ворот «Любезным моим сослуживцам» и плотины, между вторым и третьим Нижними прудами.
В 1767 году было отдано распоряжение отлить на Сестрорецком заводе девять чугунных беседок для Царского Села (там же были изготовлены разнообразные чугунные садовые скамейки Екатерининского парка).
Фигурную кровлю беседки поддерживают восемь восьмигранных столбиков с переломом и изогнутой нижней частью. В потолке беседки — серомраморная восьмиугольная доска. Кровля по сторонам от доски была расписана. Скамьи беседки были мраморными, но они не сохранились и впоследствии были заменены деревянными. 
Беседка была отреставрирована в 2010 году с восстановлением мраморных скамеек.